# Internierung deutscher Bodenseeschiffe in der Schweiz 1945
Die Internierung deutscher Bodenseeschiffe in der Schweiz 1945 fand kurz vor dem Ende des Zweiten Weltkriegs statt.
In der Nacht vom 25. auf den 26. April 1945 wurden in einer konspirativen Aktion sechs in Lindau und Bregenz stationierte nicht betriebsbereite Fahrgastschiffe über den Bodensee geschleppt. Gemäß einer geheimen Vereinbarung mit der Schweiz wurden so insgesamt zehn Schiffe in schweizerischen Häfen „schutzinterniert“. Am 17. Mai 1945 wurden sie an die französischen Truppen ausgeliefert, die inzwischen in der Bodenseeregion einmarschiert waren. So wurde verhindert, dass es gemäß einer Anordnung Hitlers zur Selbstversenkung der Lindauer Flotte kam.

## Vorgeschichte
Bald nach dem Beginn des Zweiten Weltkriegs wurden wegen der Treibstoffrationierung die meisten Motorschiffe der Deutschen Reichsbahn in den Häfen Konstanz, Friedrichshafen sowie in Lindau und Bregenz stillgelegt. Dort waren alle ehemaligen österreichischen Schiffe und die vier größten Bodenseeschiffe vertäut, darunter die werftneue Ostmark, später Austria. Durch den jahrelangen Stillstand bei mangelhafter Wartung waren fast alle großen Motorschiffe gegen Ende des Krieges nicht mehr einsatzfähig.

## Nerobefehl und Geheimverhandlungen
Beim Rückzug der deutschen Wehrmacht aus besetzten Gebieten wurde häufig die Taktik der verbrannten Erde angewandt: Brücken wurden gesprengt, Kanäle und Hafeneinfahrten durch versenkte Schiffe unpassierbar gemacht. Mit dem sogenannten Nerobefehl vom 19. März 1945 forderte das NS-Regime kurz vor der Niederlage die konsequente Durchführung dieser Vorgehensweise. Die um Lindau stationierten SS-Einheiten ließen keinen Zweifel daran, den Befehl umzusetzen und die Schiffe zu versenken.
Dr. Ing. Alfred Otter, Dezernent bei der Reichsbahndirektion Augsburg, die für die in Lindau und Bregenz stationierten Schiffe zuständig war, befürchtete schon früh diese Entwicklung oder Schäden an „seiner“ Flotte durch Kampfhandlungen. Er führte bereits im November 1944 eigenmächtig Verhandlungen mit Schweizer Dienststellen über die Zustimmung zu einer Internierung dieser deutschen Schiffe in den Bodenseehäfen der neutralen Schweiz „entsprechend der Haager Seekriegskonvention“, erhielt aber zunächst keine verbindliche Zusage. Als Ende April 1945 die französischen Truppen den Bodensee schon fast erreicht hatten, führte Otter am 24. April nochmals Gespräche mit schweizerischen Behörden, wobei er sich des hohen persönlichen Risikos bewusst war. Diese befürchteten außenpolitische Konflikte, erteilten jedoch am 25. April die Zustimmung mit präzisen Vorgaben. Dazu gehörte, dass die Schiffe, sobald sich die Lage beruhigt habe, in einem besetzten Hafen an die Siegermächte zu übergeben seien. Otter fuhr sofort wieder zurück, um die Aktion vorzubereiten. Für sein mutiges Verhalten erhielt er später das Bundesverdienstkreuz der Bundesrepublik Deutschland.

## Nächtliche Evakuierung
Obwohl die Zeit zur Planung, Koordination und Vorbereitung extrem kurz war, wurde die gefährliche Aktion mit etwa 40 freiwilligen Besatzungsmitgliedern unter der Leitung eines pensionierten Kapitäns bereits in der folgenden Nacht durchgeführt. Dazu mussten die Kessel der schleppenden Dampfschiffe unauffällig auf Betriebstemperatur geheizt und die Bavaria von der Helling gelassen werden.
In den frühen Morgenstunden des 26. April 1945 schleppten die drei intakten Raddampfer Stadt Bregenz, Bludenz und München die drei defekten großen Motorschiffe Allgäu, Ostmark (Austria) und Deutschland sowie die Dampfschiffe Bavaria und Lindau vereinbarungsgemäß zur freiwilligen Internierung nach Romanshorn, Rorschach und Arbon. Das Motorboot Reutin schleppte die Österreich nach Staad SG, die Motorboote Arthur und Silberhecht erreichten Romanshorn aus eigener Kraft.
Die Fahrt verlief ohne Zwischenfall. Bis zur Seemitte unbeflaggt und verdunkelt, danach friedensmäßig beleuchtet und mit weißer Fahne statt der Landesflagge, erreichte der Konvoi das Schweizer Ufer. Die Schiffe wurden in den Häfen von schweizerischem Personal festgemacht und bewacht. Die deutschen Besatzungsmitglieder wurden, ohne Schweizer Boden betreten zu haben, von den Motorbooten Arthur und Silberhecht nach Lindau zurückgebracht.

## Rückführung und Beschlagnahmung
Die inzwischen siegreiche französische Besatzungsmacht verhandelte mit der Schweiz, und am 17. Mai 1945 lief das Dienstboot Buchhorn unter französischer Flagge und Besatzung die schweizerischen Häfen an. An Bord waren die deutschen Mannschaften unter Aufsicht eines französischen Marinekommandos. Ihm übergab die schweizerische Grenzwache die internierten Schiffe, die nach Friedrichshafen und Lindau überführt wurden. Dort beschlagnahmte sie die französische Besatzungsmacht, wie bereits zuvor die anderen Schiffe der Reichsbahn.
Die mit der schweizerischen Hilfsbereitschaft und dem Mut der Beteiligten gelungene Aktion trug maßgeblich dazu bei, dass die meisten Bodenseeschiffe den Krieg relativ unbeschadet überstanden haben.
Das Motorschiff Austria ist das einzige Schiff des Konvois, das nach 70 Jahren noch in Betrieb ist.
Das Motorschiff Österreich, das 2009 aus dem Fahrbetrieb genommen wurde, ist seit 2016 ein fahrfähiges Museumsschiff.

## Galerie
Die schleppenden Schiffe:

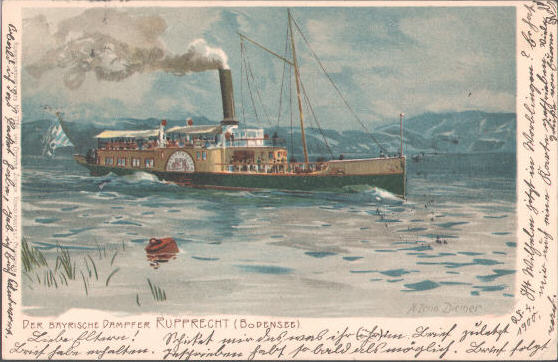
DS München (Bj. 1882)

Die geschleppten Schiffe:

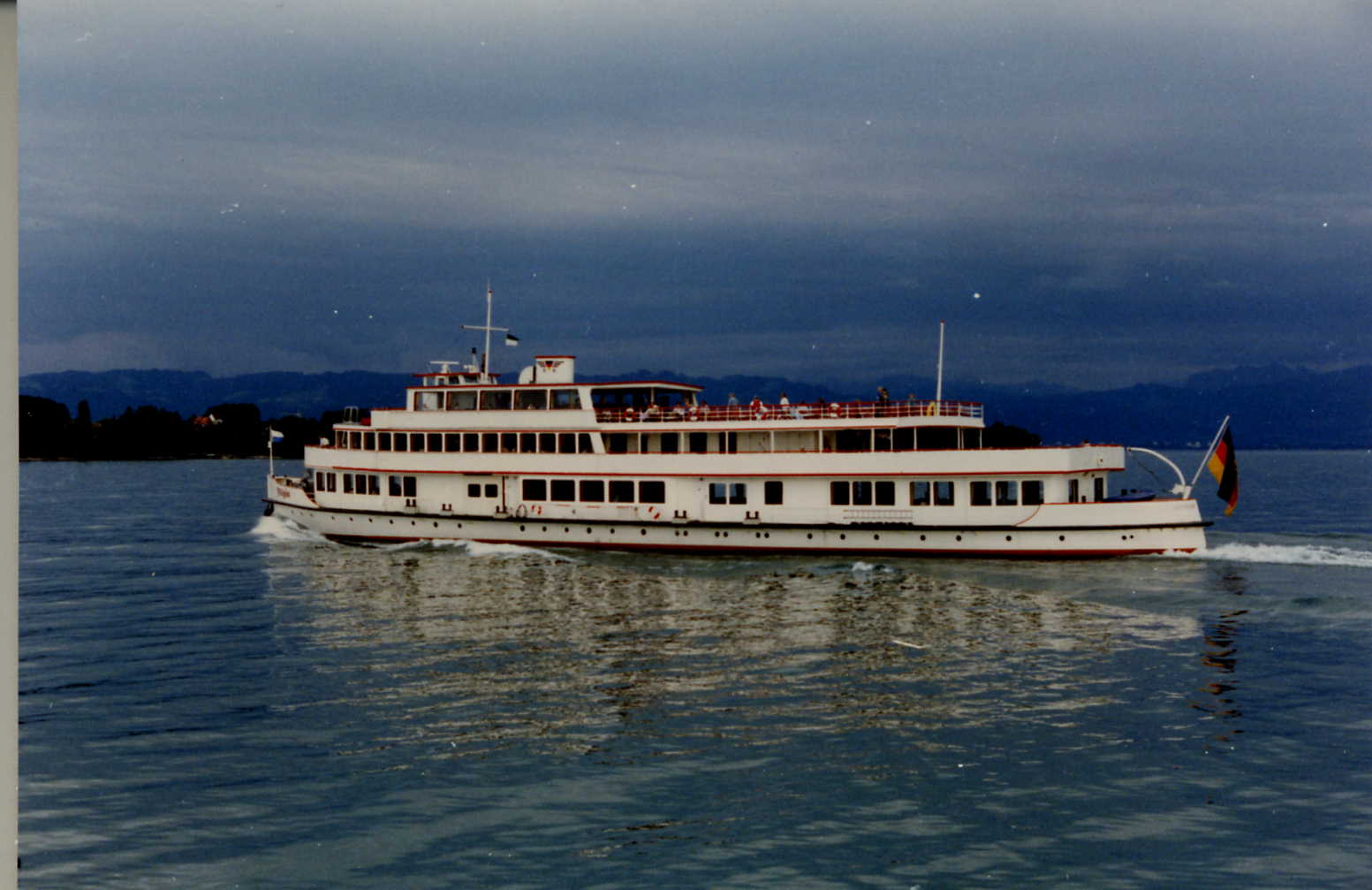
MS Allgäu (Bj. 1929)
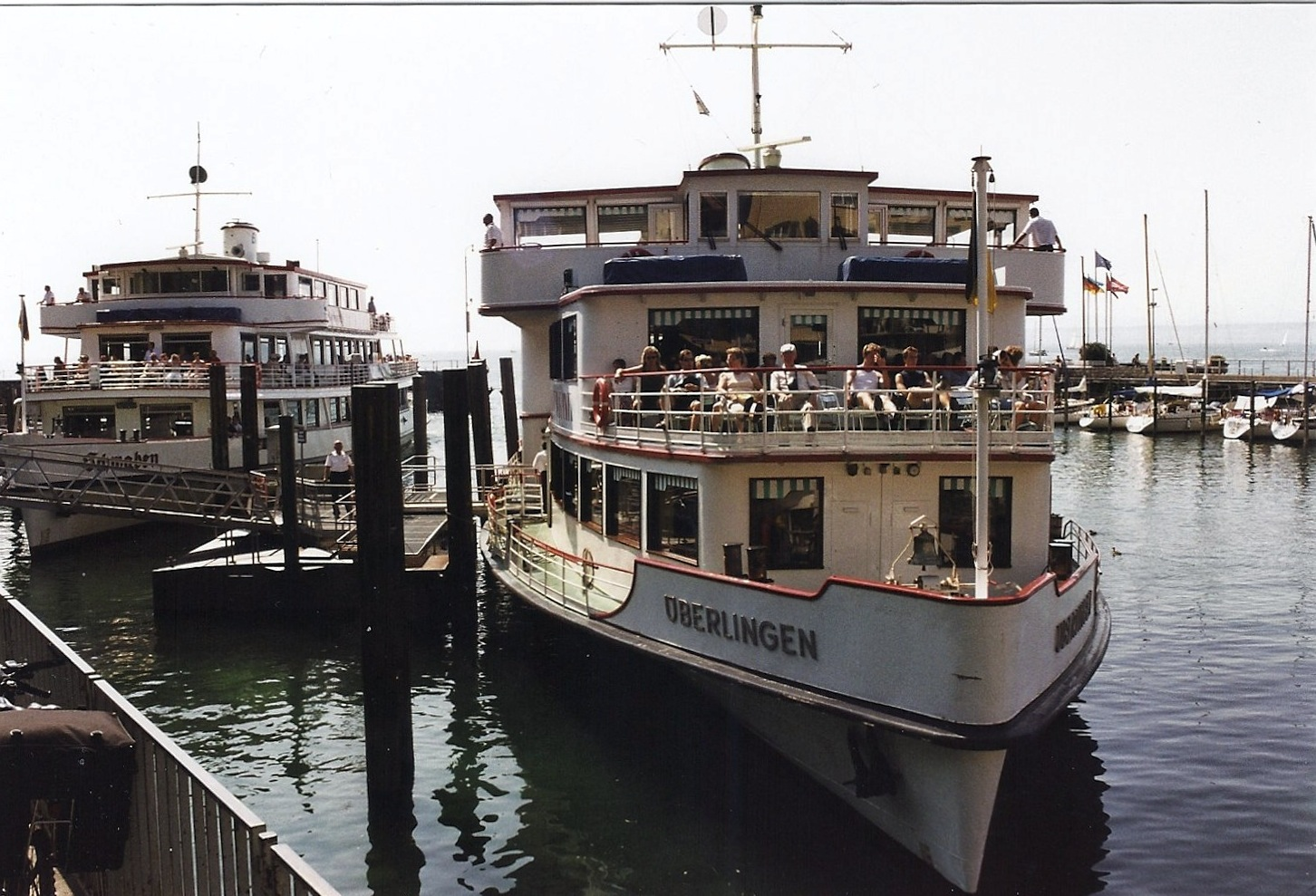
MS Deutschland (Bj. 1935)
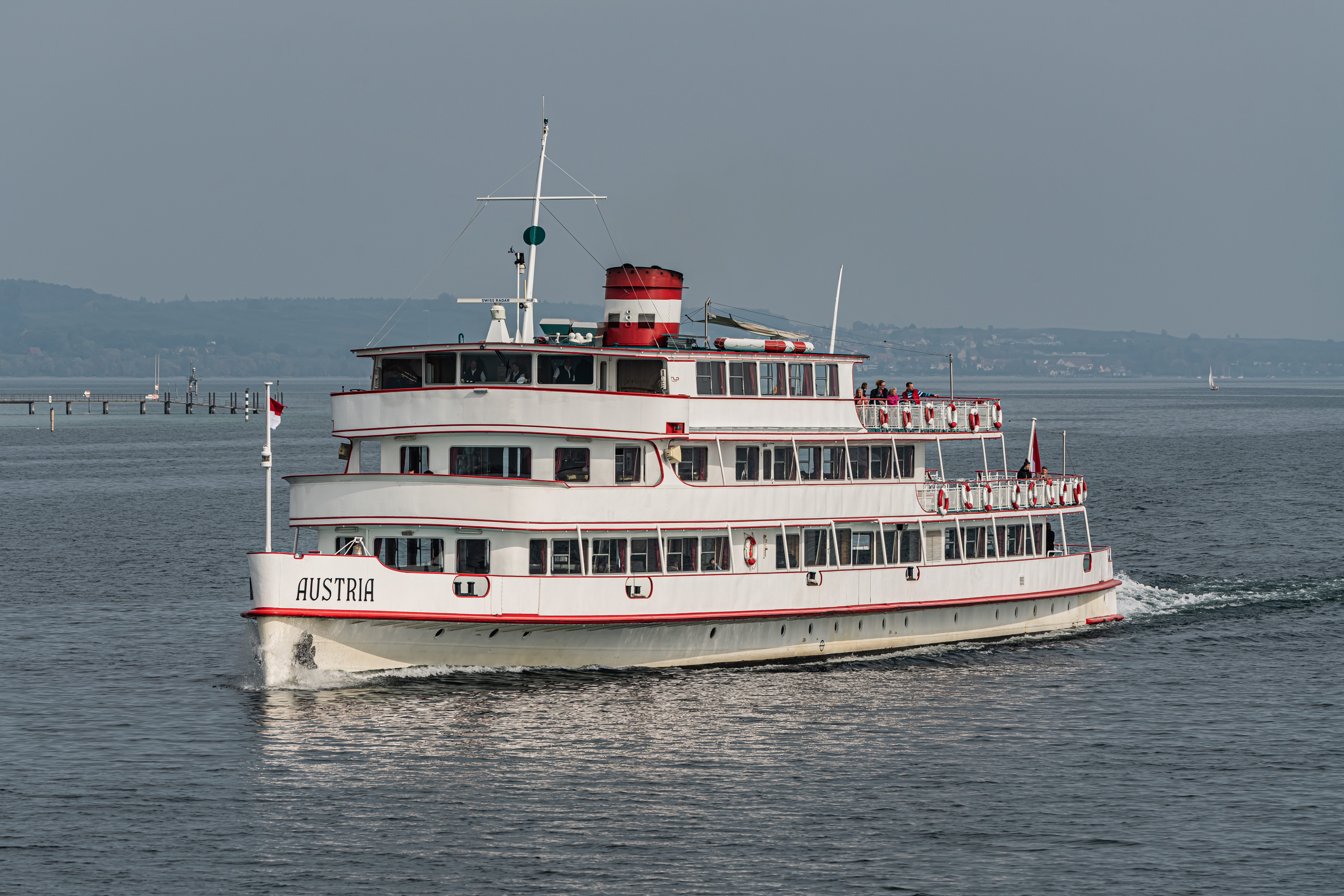
MS Ostmark (Bj. 1939), ab 1946: Austria
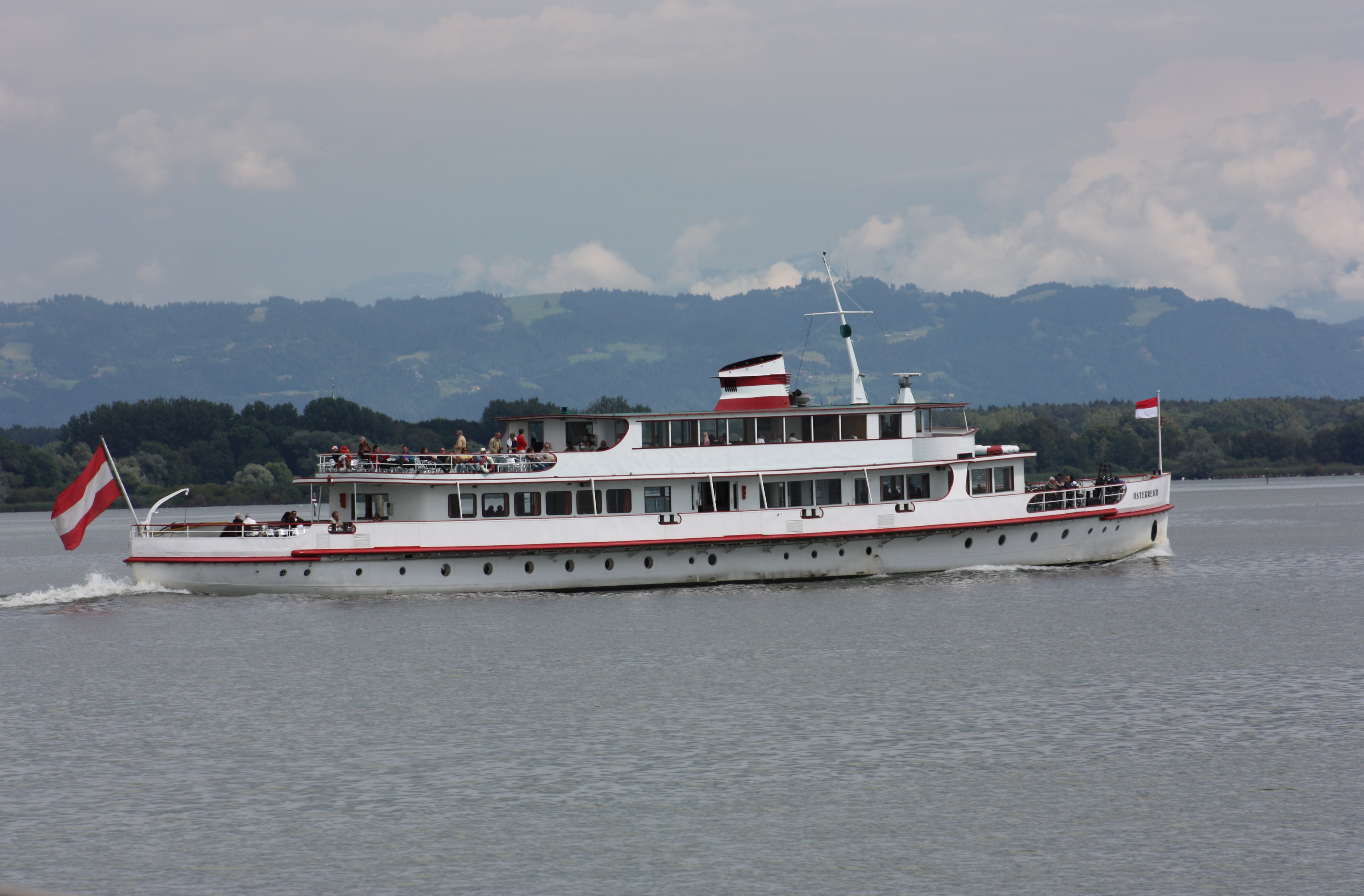
MS Oesterreich (Bj. 1928)
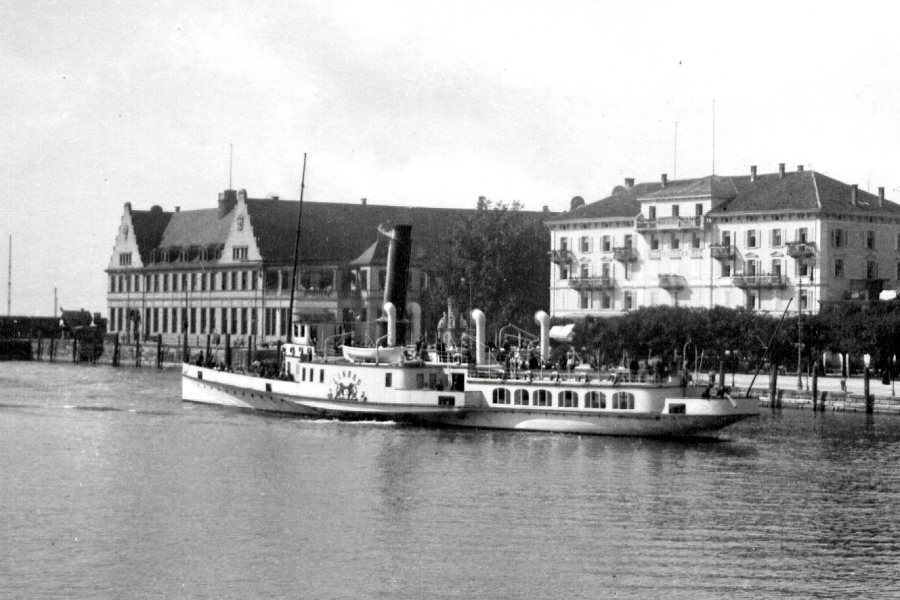
DS Lindau (Bj. 1905)